# San Antonio Oeste
San Antonio Oeste é uma cidade da Argentina, localizada na província de Rio Negro